# William T. Naud
William T. Naud, född 7 juni 1929 i New York, är en pensionerad amerikansk filmregissör, producent och manusförfattare. Naud är främst känd för sina många lågbudgetfilmer som fått genomgående negativ kritik av filmkritiker. Hans förmodligen mest kända film är boxningskomedin Ricky 1 (1988), en parodi på bland annat Rocky och Gudfadern-filmerna.

## Filmografi
| År   | Titel              | Krediterad som | Krediterad som | Krediterad som | Krediterad som | Noter                                                                              |
| År   | Titel              | Regissör       | Producent      | Manus          | Klippning      | Noter                                                                              |
| ---- | ------------------ | -------------- | -------------- | -------------- | -------------- | ---------------------------------------------------------------------------------- |
| 1964 | Thunder in Dixie   | Ja             | Ja             |                |                |                                                                                    |
| 1966 | Hot rod Hullabaloo | Ja             | Ja             |                |                |                                                                                    |
| 1972 | Wild in the Sky    | Ja             | Ja             | Ja             | Ja             | Också utgiven under titeln Black Jack.                                             |
| 1973 | Girl in My Life    |                | Exekutiv       |                |                | TV-serie                                                                           |
| 1975 | Blank Check        |                | Exekutiv       |                |                | TV-serie                                                                           |
| 1975 | Rhyme and Reason   |                | Exekutiv       |                |                | Endast pilotavsnittet                                                              |
| 1982 | Island of Blood    | Ja             | Ja             |                |                | Krediterad som Bill Naud, också utgiven under titlarna Whodunit? och Scared Alive. |
| 1988 | Necromancer        |                |                | Ja             |                |                                                                                    |
| 1988 | Ricky 1            | Ja             | Ja             | Ja             | Ja             | Krediterad som Bill Naud. Filmen spelades in 1983 men gavs inte ut förrän 1988.    |